# Chiesa di San Giorgio (Zandobbio)
La chiesa di San Giorgio è il principale luogo di culto cattolico di Zandobbio, in provincia e diocesi di Bergamo. Fa parte del vicariato di Trescore Balneario.

## Storia
Nel 1304 si tenne a Bergamo il primo sinodo diocesano voluto dal neoeletto Giovanni da Scanzo. Dagli atti risulta che vi fossero presenti "Guillelmus presbiter" e "Henricus clericus" presbiteri della chiesa di San Giorgio di Zandobbio. Nuovamente citata nel 1360 nel "nota ecclesiarum", elenco ordinato da Bernabò Visconti per definire i benefici titolari di tutte le chiese e i monasteri della bergamasca e i censi che dovevano essere versati alla famiglia Visconti di Milano e alla chiesa romana. Nell'elenco la chiesa risulta inserita nella pieve di Telgate e censita con tre benefici.
Con l'istituzione dei vicariati foranei del 1565 voluti dal vescovo Federico Corner nel II sinodo diocesano, in ottemperanza del primo sinodo provinciale del 1564 confermato poi nel 1568, la chiesa risulta inserita nella pieve di Telgate. Nell'autunno del 1575 san Carlo Borromeo, arcivescovo di Milano, compì la sua visita pastorale diocesana sul territorio di Bergamo, e il 13 ottobre 1575 visitò la comunità di Zandobbio. Dagli atti risulta che nella chiesa di Santa Maria di Zandobbio si prendeva cura dei fedeli dell'antica chiesa parrocchiale di San Giorgio troppo dislocata. Gli altari erano retti dalla congregazione del Corpo di Cristo, vi era la scuola della dottrina cristiana e in prossimità il pio consorzio della Misericordia che assisteva i bisognosi. Nel Beneficiorum ecclesiasticorum del 1577 risulta che il titolare era san Giorgio e la chiesa intitolata a Santa Maria era quella dove venivano somministrati i sacramenti.

La chiesa fu visitata dal vescovo san Gregorio Barbarigo nel 1659. Dalla relazione si deduce che era parrocchiale beneficiata, vi erano due sacerdoti e le confraternite del Santissimo Sacramento e del Santo Rosario. La chiesa era inserita nella pieve di Telgate.
La parrocchiale fu citata nel 1666 nel “Sommario delle chiese di Bergamo”, elenco redatto dal cancelliere della curia vescovile di Bergamo Giovanni Giacomo Marenzi. Nel documento è indicata sotto l'invocazione di san Giorgio. Vi erano quattro altari retti dalle scuole del Santissimo Sacramento e del Rosario. Affiliati vi erano l'oratorio di San Giorgio, della Beata Vergine Maria, di San Bernardo e sant'Antonio di Padova. Un curato titolato e due sacerdoti erano preposti alla cura delle anime.
Nel 1704 fu edificata la nuova chiesa su progetto di Giovan Battista Caniana e terminata nel 1709 come indicato nella data incisa sull'architrave dell'ingresso principale. Di conseguenza nel 1717, il cardinale Pietro Priuli la insignì del titolo di prepositurale e il vescovo Giovanni Redetti la consacrò con l'intitolazione a san Giorgio martire il 17 ottobre 1734. La facciata della chiesa fu ultimata nel 1767.

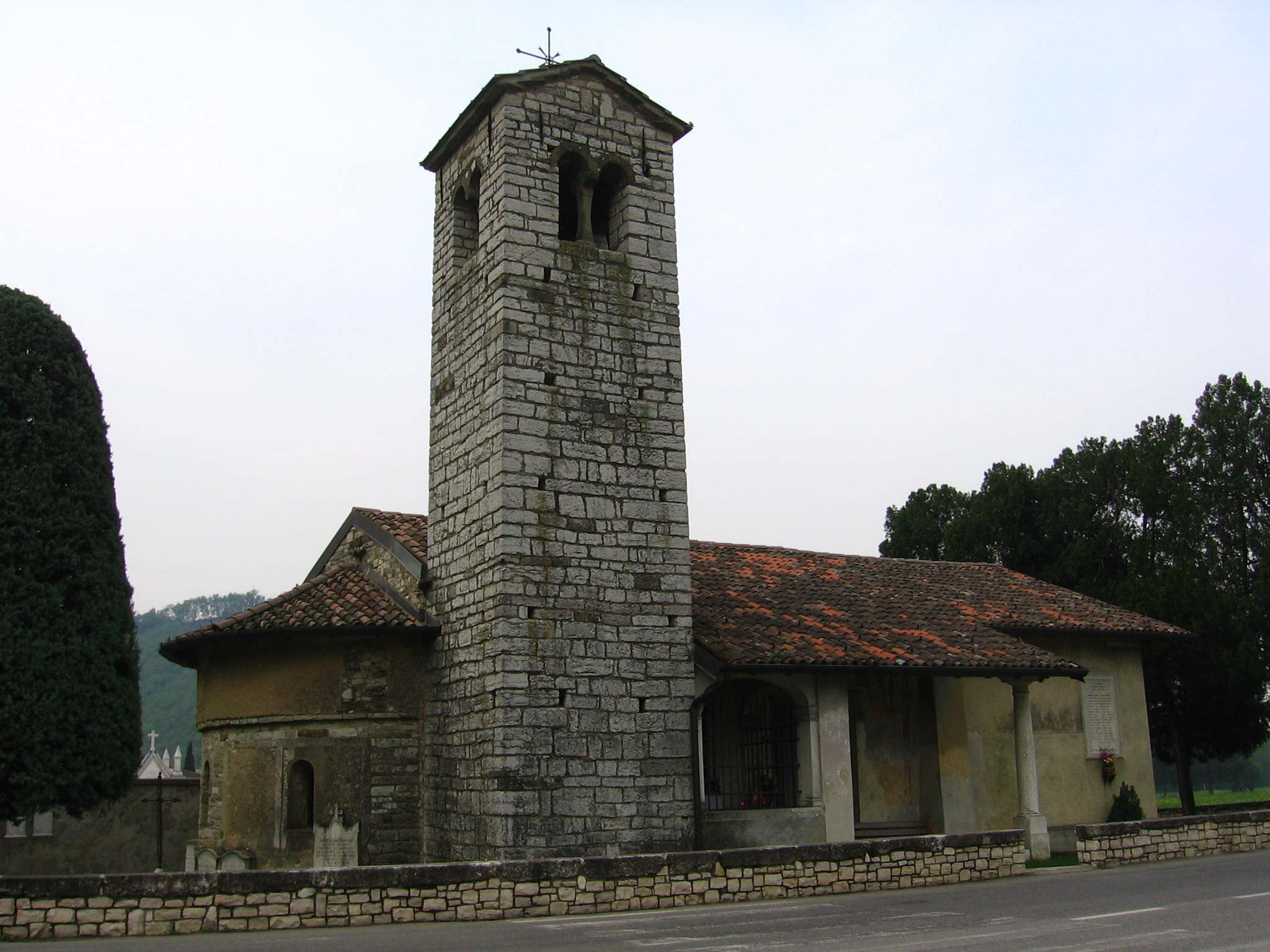
antica chiesa di San Giorgio in Campisa

Visitata dal vescovo Giovanni Paolo Dolfin l'11 luglio 1781, fu allegata alla relazione un documento redatto dall'allora parroco che elencava la presenza di cinque altari di cui uno intitolato alla Madonna del Rosario retto dalla confraternita omonima, e del Santissimo Sacramento che aveva cura dell'altare maggiore. Vi era inoltre il pio consorzio della Misericordia che curava i più poveri. Affiliati vi erano gli oratori di San Giorgio, della Beata Vergine delle Neve, quello dell'Immacolata concezione della Santissima Vergine, di Sant’Anna della contrada Selva, di San Bernardo abate, e con il giuspatronato della famiglia Colleoni di Santa Maria Elisabetta. Vi era un parroco beneficiario e altri nove sacerdoti.
Nell'Ottocento furono eseguiti lavori di finitura. L'organo della ditta Serassi fu posto nel 1820. Nel 1883 fu terminata la torre campanaria con decori lavorati dello scultore Angelo Vescovi. Nel XX secolo furono eseguiti lavori di ammodernamento e mantenimento.
Con decreto del 27 maggio 1979 del vescovo di Bergamo Giulio Oggioni la chiesa fu inserita nel vicariato locale di Trescore Balneario.

## Descrizione

### Esterno
L'edificio di culto dal classico orientamento liturgico, è anticipato dal sagrato di grandi dimensioni. Il fronte principale completamente rivestito in dolomia di Zandobbio, presenta solo piccole specchiatura a intonaco. Divisa su due ordini presenta in quello inferiore tripartito da quattro colonne coronate da capitelli dorici che reggono la trabeazione e il cornicione che divide la facciata. La sezione centrale di misura maggiore è ulteriormente diviso da lesene e centrale l'ingresso principale completo di due colonnine che reggono la trabeazione e il timpano spezzato e modanato dove è posta la cimasa con il simbolo vescovile. 

L'ordine superiore di misura minore presenta la finestra centrale con balconcino atto a illuminare l'aula e nelle sezioni laterali due medaglioni con immagini di santi. Il frontone termina con il timpano triangolare.

### Interno
Internamente la chiesa a pianta rettangolare a unica navata con transetto a pianta ellittica posto nella parte centrale con copertura a cupola ellittica. La zona presbiteriale anticipata dall'arco trionfale a rialzata da tre gradini è di misura inferiore rispetto alla navata e termina con coro absidato semicircolare con copertura da catino.
La chiesa conserva opere d'importante interesse artistico. Due tele seicentesche di Francesco Zucco raffiguranti San Lorenzo e san Giorgio, e la Madonna del Rosario conservata in sagrestia. La cupola ospita gli affreschi di Vincenzo Angelo Orelli raffigurante la Trasfigurazione.